# Luciana Morales Mendoza
Luciana Morales Mendoza (Lima, 1 de enero de 1987) es una ajedrecista peruana que posee el título de Woman International Master (WIM). Compitió en el Campeonato Mundial de Ajedrez Femenino en 2004. 

## Carrera
En mayo de 2003, Morales ganó el Campeonato Panamericano para niñas menores de 20 años en Botucatu (Brasil). Al mes siguiente también ganó la sección de niñas menores de 16 años del 15º Festival Panamericano de Ajedrez Juvenil en Bogotá (Colombia). En septiembre de 2003 fue campeona del Torneo Zonal 2.4 en São Paulo con 9 puntos en 10 juegos, clasificándose para el Campeonato Mundial de Ajedrez Femenino que se celebró en 2004 en Elistá (Rusia). Allí perdió ½-1½ contra Kateryna Lahno y, por lo tanto, fue eliminada. En junio de 2005 ganó la división Girls Under 18 en el 17º Festival Panamericano de Ajedrez Juvenil en Balneário Camboriú (Brasil). En febrero de 2007 ganó el Campeonato Sudamericano para niñas menores de 20 años en Buenos Aires (Argentina). 
Morales Mendoza ha jugado en el equipo peruano en la Olimpiada de ajedrez femenino en 2002, 2006 y 2010. También fue la capitana del equipo de Perú en la Olimpiada de Ajedrez celebrada en Turín (Italia) en 2006. 